# Chiesa di Maria Santissima della Croce
La chiesa di Maria Santissima della Croce è un luogo di culto cattolico mariano situato nel comune di Francavilla Fontana, in provincia di Brindisi. Anticamente faceva parte delle chiese dedicate alla Madonna disposte a corona protettiva della città.

## Storia

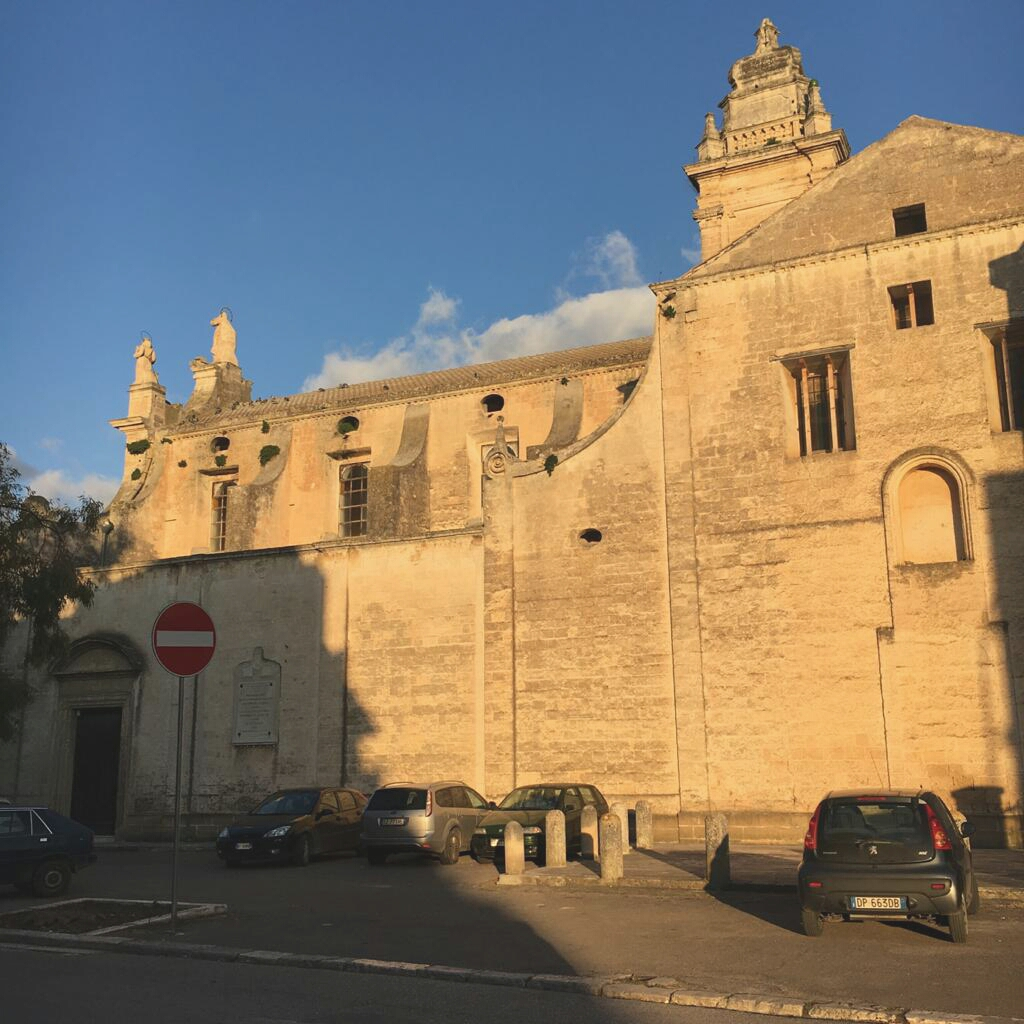
La chiesa vista di lato, con i contrafforti. Sulla destra i resti dell'originale facciata, dato che la navata originale è sull'attuale transetto.

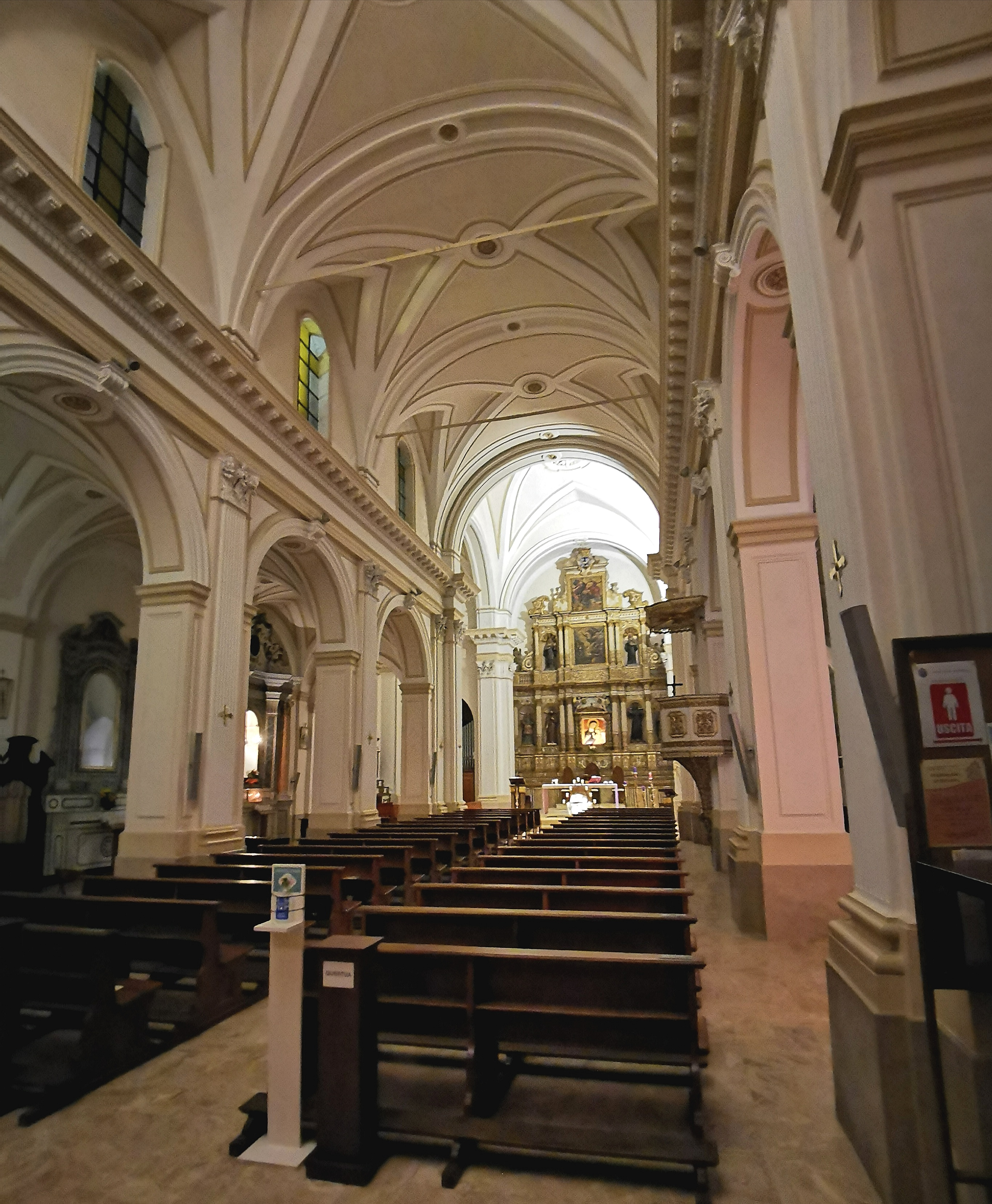
Interni della chiesa

L'origine della chiesa viene fatta risalire al Medioevo, probabilmente al XIV secolo, quando probabilmente apparteneva ai Benedettini e all'ordine Gerosolimitano (in quel periodo però non si ha traccia del nome Sancta Maria de Cruce). Altri storici ritengono invece che in origine sia stata una cappella annessa al cenobio basiliano della Santa Madre di Dio risalente all'XI secolo. Nel 1573, secondo la tradizione, Francesco Antonio di Roncio, dopo aver ricevuto un miracolo mentre passava dal luogo di culto, decise di allargarlo mutandone completamente l'assetto e ultimando il convento nel 1575, nel quale il 24 ottobre arrivarono i Francescani Osservanti. Successivamente i Francescani Riformanti presero il posto degli Osservanti nel 1592, con Breve di Papa Clemente VIII e confermati nel 1620 da Papa Paolo V. Nonostante nel 1629 il provinciale Giovanni da Corigliano esonerò gli eredi di Francesco Antonio de Roncio e di sua madre, Violante di Palma, da ulteriori impegni finanziari per la costruzione del convento, i lavori di completamento poterono continuare solo vendendo alcuni candelieri d’argento donati dal Granduca di Toscana. Fino al 1687, l'edificiò subì modifiche ad opera dell'architetto frà Nicolo da Lequile, che inglobò anche la precedente struttura cinquecentesca e portandolo ad ospitare oltre quaranta frati, rispetto ai precedenti dodici. Negli anni successivi furono effettuati altri rimaneggiamenti, come la facciata e il campanile, costruito nel 1732. Sul pavimento del coro inferiore si può leggere 1749, presunta data di completamento dell'intero vano, mentre gli stalli del coro inferiore erano stati completati venticinque anni prima per colere del provinciale Francesco Maria Coreggia da Francavilla. Il convento, anch'esso denominato a partire dal Seicento Sanctae Mariae de Cruce, nella metà del XVIII secolo arrivò ad ospitare cinquanta frati, venendo adibito perlopiù a studio teologico e a noviziato. Durante l'età napoleonica non fu soppresso, a differenza di altri conventi presenti in città, poiché i francescani erano un ordine "mendicante", non "possidente".

## Architettura

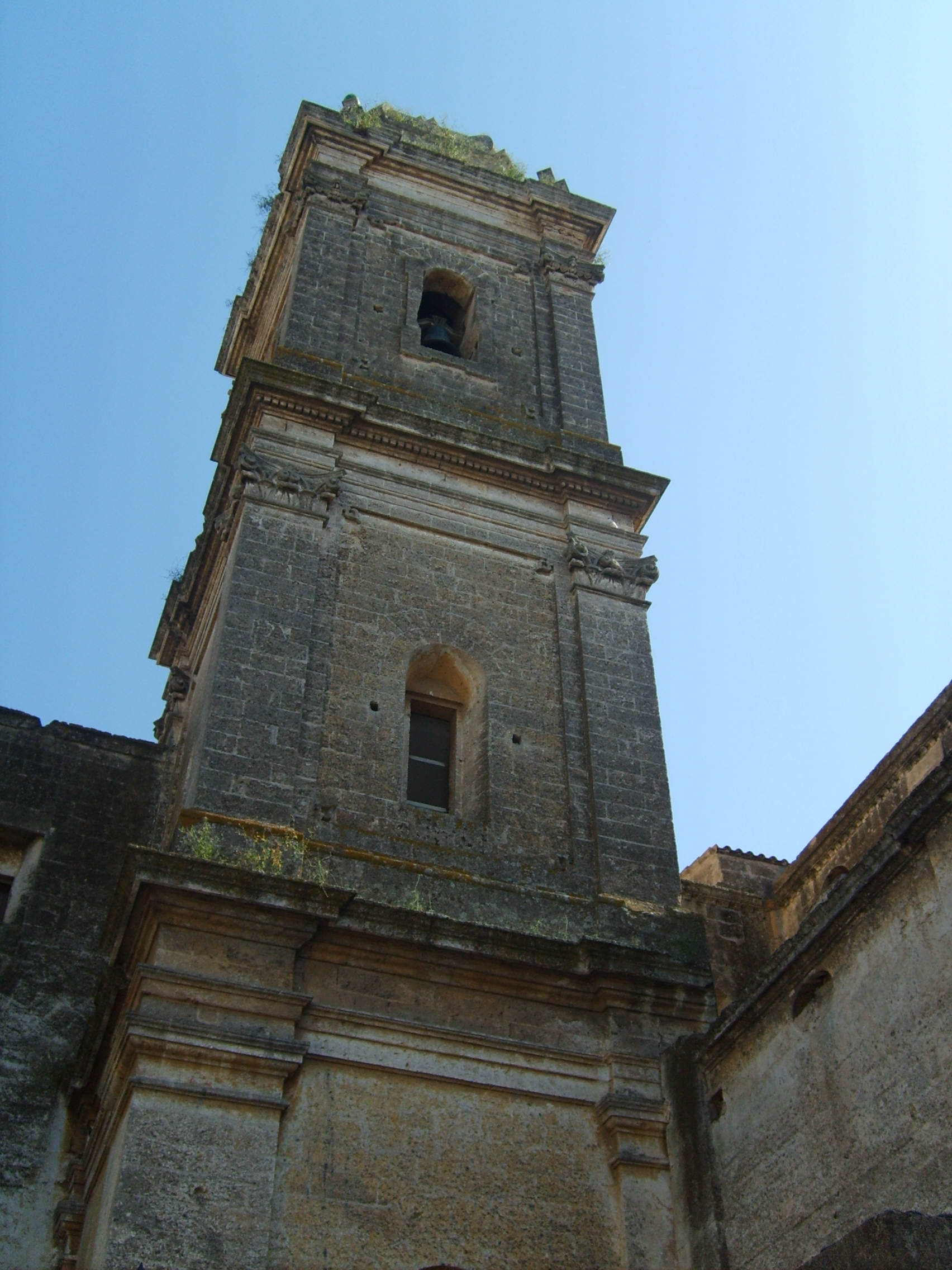
Campanile visto dal basso

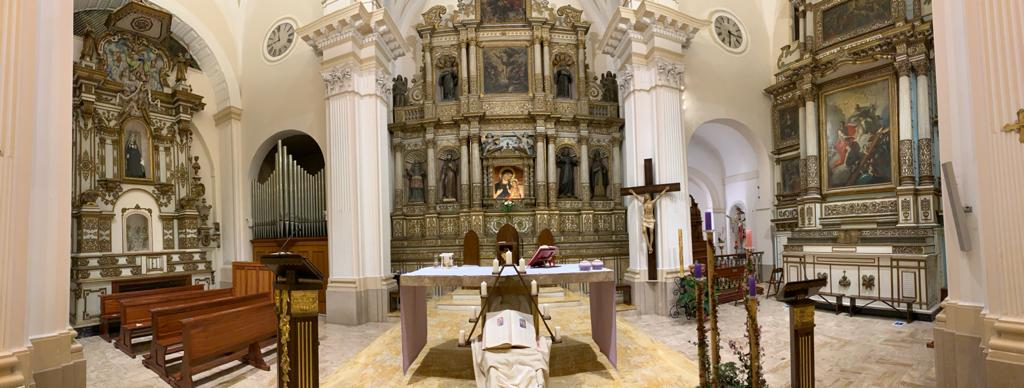
Panoramica dell'altare

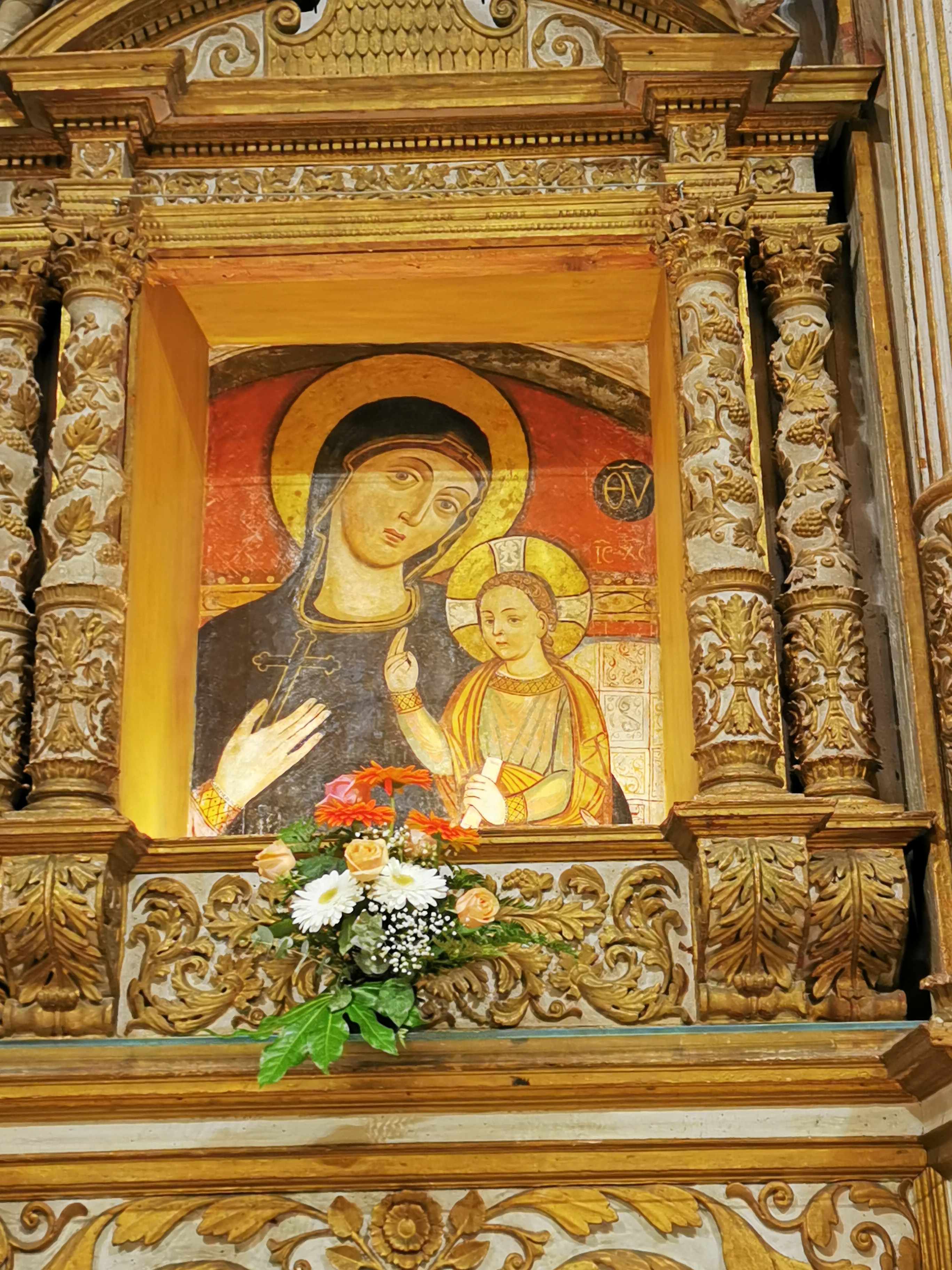
Icona di Maria Santissima della Croce

La chiesa ha una pianta a croce latina, a tre navate; la struttura cinquecentesca è stata inglobata nei bracci del transetto (la facciata originaria è ancora visibile sul lato ovest della chiesa). La facciata è risalente al 1910, di stampo barocco, mentre il campanile fu costruito nel 1732.

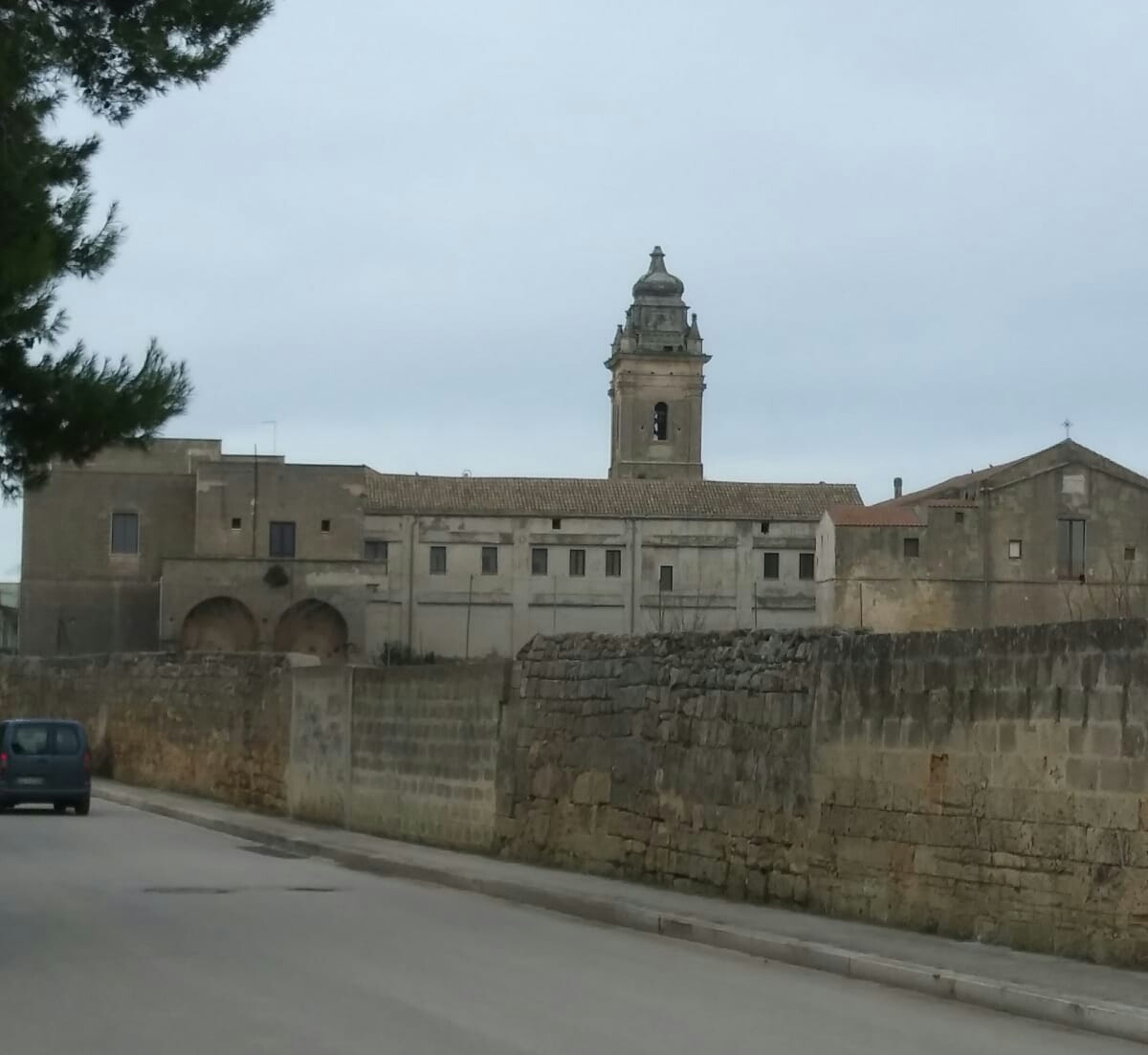
La chiesa vista da dietro

L'interno è arricchito soprattutto dall'altare maggiore, opera di Fra Diego da Francavilla e Francesco Maria di Gallipoli, da numerose tele (come i Martiri francescani nel Giappone, del 1627, e la Pietà), altari barocchi posti lungo le navate laterali della chiesa, dedicati a san Pasquale Baylon, san Pietro d'Alcantara, alla Pietà e alla Madonna. Sulla navata destra è collocata la statua di Maria Santissima della Croce, oggetto di culto di numerosi pellegrini. Alle spalle dell'altare maggiore vi sono numerose statue in legno raffiguranti san Bonaventura, santa Caterina da Bologna, san Francesco d'Assisi, santa Chiara, san Giacomo della Marca e San Ludovico da Tolosa; al centro è collocata l'icona bizantina della Madonna della Croce, risalente al XIII secolo (alcuni ritengono che la croce raffigurata in una mano della Madonna sia posteriore alla realizzazione dell'icona). In sacrestia vi sono il lavabo in maiolica del Seicento, ed il coro risalente al Settecento; nel refettorio, inoltre, degno di nota è l'affresco di Giacomo Moha raffigurante il Convitto in casa di Simone il Fariseo.

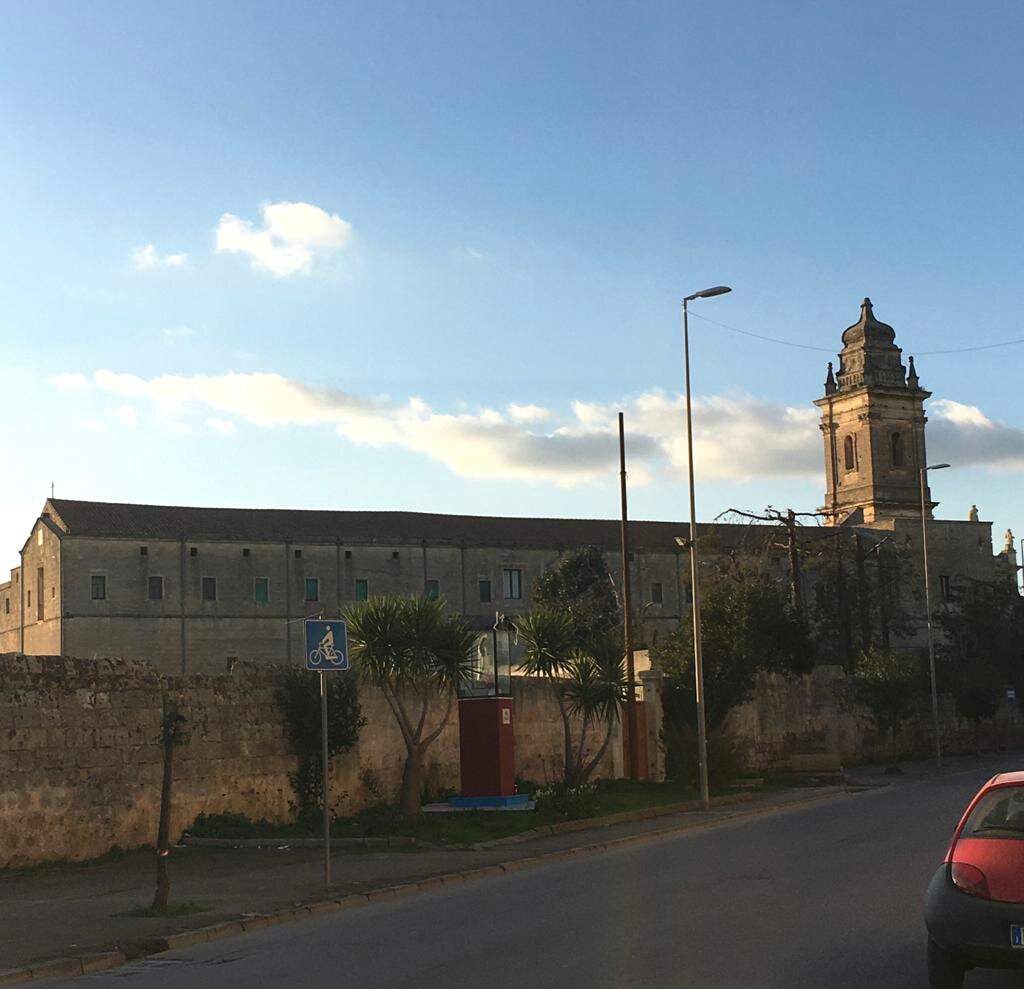
La chiesa vista dall'altro lato

Attiguo alla chiesa vi è il convento, che si sviluppa attorno ad un chiostro: al piano terra vi sono i locali adibiti ai servizi, mentre ai piani superiori si trovano le celle e una biblioteca con volta a padiglione, storicamente indirizzata verso studi teologici e noviziati.